# Agrícola Oriental
Agrícola Oriental är en ort i Mexiko.   Den ligger i kommunen Santiago Tulantepec de Lugo Guerrero och delstaten Hidalgo, i den sydöstra delen av landet, 110 km nordost om huvudstaden Mexico City. Agrícola Oriental ligger 2 196 meter över havet och antalet invånare är 158.
Terrängen runt Agrícola Oriental är kuperad åt sydost, men åt nordväst är den platt. Runt Agrícola Oriental är det ganska tätbefolkat, med 108 invånare per kvadratkilometer. Närmaste större samhälle är Tulancingo, 4,9 km norr om Agrícola Oriental. Trakten runt Agrícola Oriental består till största delen av jordbruksmark.